# Bättlerloch

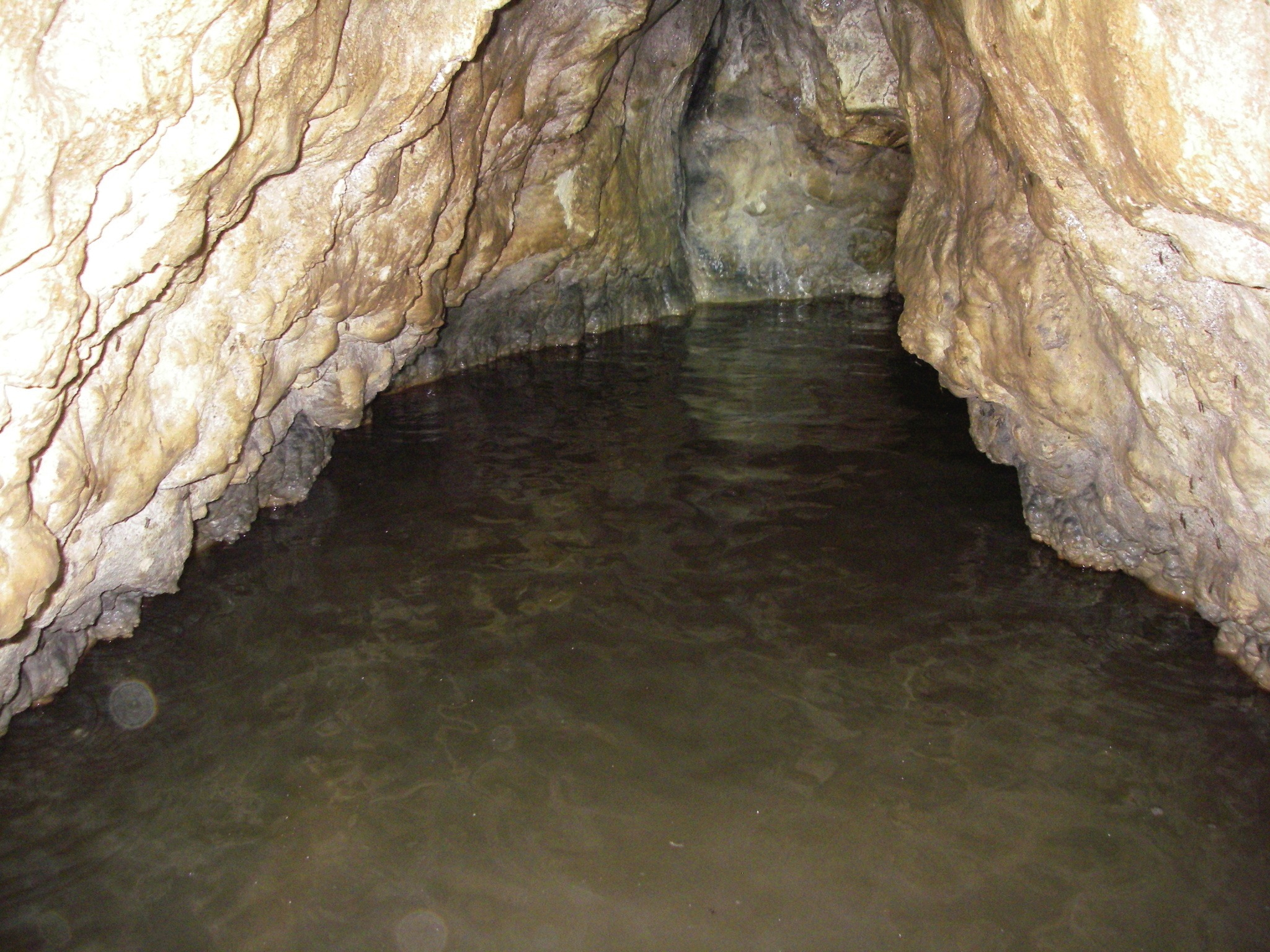
Eingangsteil des Tartaros

Das Bättlerloch ist eine rund ein Kilometer lange, wasserführende Karsthöhle im Kanton Baselland, Schweiz, auf dem Gebiet der Gemeinde Brislach. Die horizontal verlaufende Höhle liegt auf 390 m ü. M. Sie ist die Quelle des Schällbachs, der in die Birs entwässert. Bei ihr macht auch der Karstlehrpfad Kaltbrunnental-Brislachallmet Station.
Die Befahrung der Höhle ist nur mit entsprechender Ausrüstung und Erfahrung und nur bei trockenem Wetter möglich.

## Name
Die eine Deutung des Höhlennamens geht davon aus, dass Bettler, Vagabunden oder Fahrende den Ort als Rastplatz genutzt haben. Nach der anderen Deutung gingen die Erdmännlein (Kobolde) hier nach getaner Arbeit baden. Solche Sagen über die Erdmännlein sind in der Nordwestschweiz weit verbreitet, so hat jede zweite Gemeinde im Oberbaselbiet und im Fricktal eine Erdmännlein- oder Erdweibleinhöhle.

## Zugang
Das Bättlerloch ist am einfachsten über Zwingen auf dem Allmendweg erreichbar. Vom schmalen Parkplatz (NS: 47.436003, EW: 7.545378), dem Ausgangspunkt für den Karstlehrpfad Kaltbrunnental-Brislachallmet, sind die Höhleneingänge bequem zu Fuss in rund 20 Minuten zu erreichen.

## Beschreibung

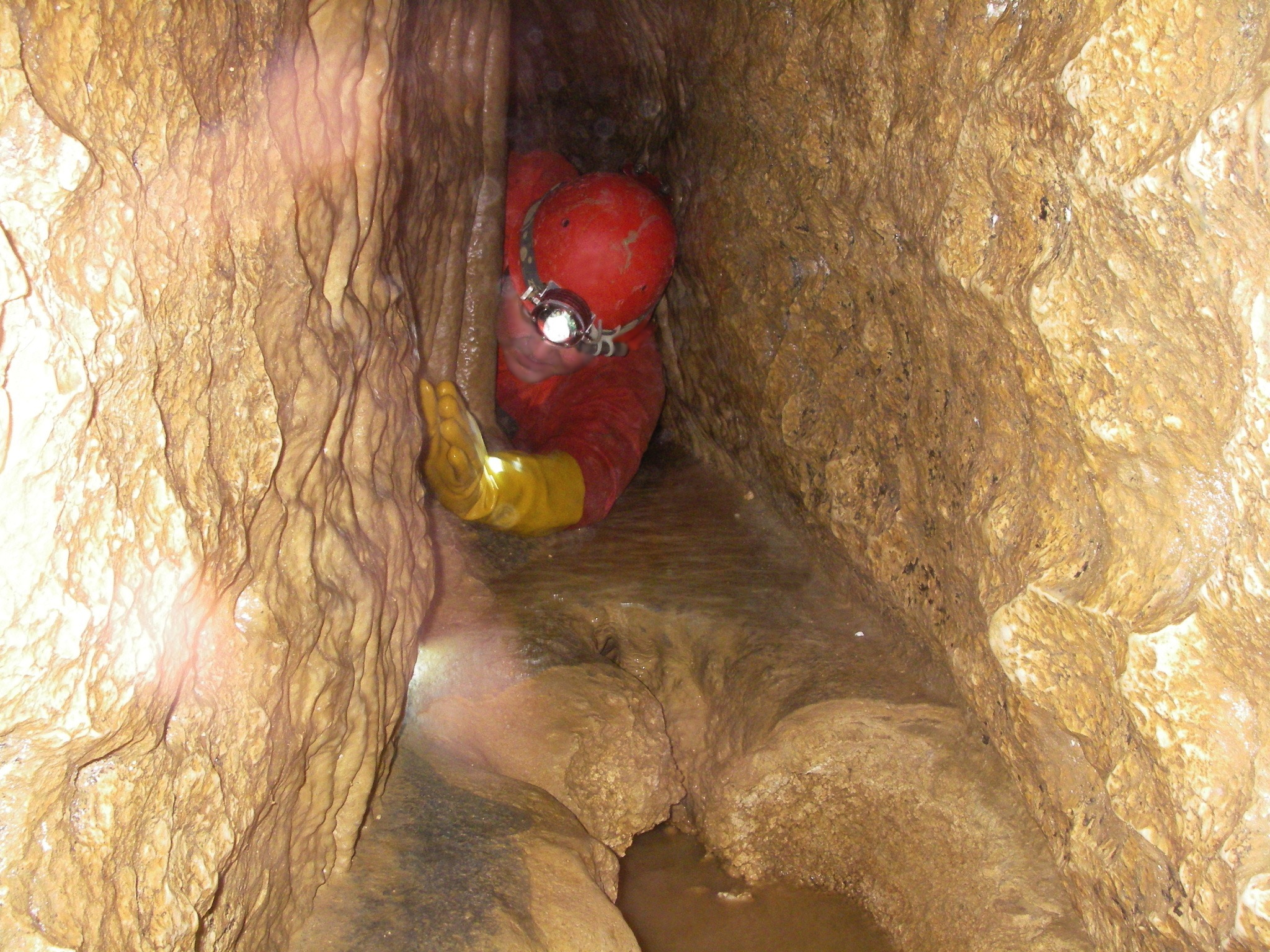
Engstelle im Tartaros

Das Bättlerloch ist mit 1'020 m die längste Höhle im Kanton Baselland. Trotz ihrer beachtlichen Länge weist sie eine maximale Höhendifferenz von lediglich acht Metern auf.
Das Bättlerloch hat zwei niedrige und enge Eingänge. Der eine führt durch den Quellteil, dem der Höhlenbach entströmt und der bei Hochwasser unpassierbar ist (ausser mit Taucherausrüstung); durch den anderen, den Tartaros (griechisch: ein Teil der Unterwelt), gelangt man zum geräumigen Hauptgang (Ostgang). Der Tartaros ist ein durchwegs nasser, sehr enger und stellenweise knapp passierbarer Schichtfugengang. Das Wasser ist hier trübe und teils abgestanden. Einmal im Hauptgang angelangt, kann man der Höhle bachaufwärts einige 100 m bequem folgen, wenn auch oft in etwas geduckter Haltung. Die letzten 180 m des Hauptganges bleiben allerdings auf Grund eines kaum tauchbaren Siphons unzugänglich. Der Südgang und der Sauschluf, beides schlammige und sehr enge Kriechstrecken, sind die einzigen nennenswerten Abzweigungen vom Hauptgang. Der Sauschluf ist durch seine lehmigen Wasserbecken besonders unangenehm zu befahren.
Ein Rätsel bleibt die Speisung des Höhlenbachs. Dieser reagiert rasch auf Niederschläge – sein Wasserspiegel steigt sofort an, wenn auch selten um mehr als 20 cm. An Tagen mit Niederschlägen sollte auf eine Befahrung des Bättlerlochs aus Sicherheitsgründen verzichtet werden.